# Arxieparquia catòlica etíop d'Addis Abeba
L'arxieparquia d'Addis Ababa  (llatí:  Archieparchia Neanthopolitana) és una seu metropolitana de l'Església Catòlica a Etiòpia. El 2012 tenia 27.024 batejats sobre una població de 28.781.000 habitants. Actualment està regida per l'arxieparca cardenal Berhaneyesus Demerew Souraphiel, C.M.. El Metropolità de la diòcesi és el cap de l'Església Catòlica Etíop i el Primat d'Etiòpia.

## Territori
El territori de l'arxieparquia comprèn la ciutat d'Addis Abeba i part de les regions d'Amara, Afar, Benisciangul-Gumus i Oromia.
La seu arxieparquial és la ciutat d'Addis Abeba, on es troba la catedral de la Nativitat de la Santíssima Mare de Déu.
El territori s'estén sobre, i està dividit en 25 parròquies.

## Història
La prefectura apostòlica d'Abissínia va ser erigida el 1839, prenent el territori del vicariat apostòlic de Síria, Egipte, Aràbia i Xipre (avui (vicariat apostòlic d'Aleppo).
El 4 de maig de 1846 cedí una porció de territori per tal que s'erigís el vicariat apostòlic de Galla (avui vicariat apostòlic di Harar).
El 1847 la prefectura apostòlica va ser elevada a vicariat apostòlic.
El 7 de març de 1928 el vicariat apostòlic va ser administrat pel delegat apostòlic d'Egipte i Aràbia en virtut del breu apostòlic Romanorum Pontificum del Papa Pius XI.
El 25 de març de 1937 el vicariat apostòlic d'Abissíniva va ser suprimit, i el seu territori, després d'haver cedit la Dancàlia vicariat apostòlic d'Eritrea va ser dividit entre les prefectures apostòliques del Tigrè (avui eparquia d'Adigrat), de Dessié i de Gondar (aquesta darrera avui suprimida) i el vicariat apostòlic d'Addis Abeba, erecte amb la butlla Quo in Aethiopia del papa Pius XI.
El 31 d'octubre de 1951, amb la butlla Paterna semper del Papa Pius XII van quedar suprimides les prefectures apostòliques de Dessié, de Gondar i d'Endeber, i el seu territori van ser units sota la seu d'Addis Abeba, que esdevingué un exarcat apostòlic de ritu etíop.
El 20 de febrer de 1961 l'exarcat apostòlic va ser finalment elevat al rang d'arxieparquia metropolitana amb la butlla Quod Venerabiles del Papa Joan XXIII.
El 25 de novembre de 2003 i el 19 de gener de 2015 cedí noves porcions de territori per tal que s'erigissin respectivament les eparquies d'Adigrat i de Bahir Dar-Dessie.

## Cronologia episcopal
- San Giustino Sebastiano Pasquale de Jacobis, C.M. † (10 de març de 1839 - 31 de juliol de 1860 mort)
- Lorenzo Biancheri, C.M. † (31 de juliol de 1860 - 11 de setembre de 1864 mort)
- Louis Bel, C.M. † (11 de juliol de 1865 - 1 de març de 1868 mort)
- Carlo Delmonte, C.M. † (25 de juny de 1869 - 29 de novembre de 1869 mort ?)
- Jean-Marcel Touvier, C.M. † (29 de novembre de 1869 - 4 d'agost de 1888 mort)
- Jean-Jacques Crouzet, C.M. † (1 d'agost de 1886 - 16 de gener de 1896 nomenat vicari apostòlic del Madagascar meridional)
- Giovanni Maria Emilio Castellani, O.F.M. † (25 de març de 1937 - 13 de desembre de 1945 nomenat nunci apostòlic a Guatemala)
- Hailé Mariam Cahsai † (24 de febrer de 1951 - 9 d'abril de 1961 nomenat eparca d'Adigrat)
- Asrate Mariam Yemmeru † (9 d'abril de 1961 - 24 de febrer de 1977 jubilat)
- Paulos Tzadua † (24 de febrer de 1977 - 11 de setembre de 1998 jubilat)
- Berhaneyesus Demerew Souraphiel, C.M., dal 7 de juliol de 1999

## Estadístiques
A finals del 2012, la diòcesi tenia 27.024 batejats sobre una població de 28.781.000 persones, equivalent al 0,1% del total.
| any  | població | població   | població | sacerdots | sacerdots       | sacerdots       | sacerdots             | diaques | religiosos | religiosos | parròquies |
| ---- | -------- | ---------- | -------- | --------- | --------------- | --------------- | --------------------- | ------- | ---------- | ---------- | ---------- |
| any  | batejats | total      | %        | total     | clergat secular | clergat regular | batejats por sacerdot | diaques | homes      | dones      |            |
| 1970 | 26.500   | 7.300.000  | 0,4      | 75        | 17              | 58              | 353                   |         | 84         | 62         | 14         |
| 1980 | 33.800   | 13.307.000 | 0,3      | 73        | 19              | 54              | 463                   |         | 78         | 105        | 22         |
| 1990 | 46.621   | 14.256.000 | 0,3      | 79        | 23              | 56              | 590                   |         | 185        | 145        | 23         |
| 1999 | 51.732   | 19.822.163 | 0,3      | 172       | 29              | 143             | 300                   |         | 301        | 221        | 29         |
| 2000 | 20.643   | 20.195.700 | 0,1      | 175       | 33              | 142             | 117                   |         | 307        | 219        | 29         |
| 2001 | 49.852   | 20.705.590 | 0,2      | 167       | 25              | 142             | 298                   |         | 307        | 219        | 29         |
| 2002 | 51.196   | 21.265.000 | 0,2      | 169       | 27              | 142             | 302                   |         | 248        | 219        | 33         |
| 2003 | 34.204   | 21.881.685 | 0,2      | 157       | 21              | 136             | 217                   |         | 188        | 207        | 21         |
| 2004 | 32.210   | 16.472.490 | 0,2      | 158       | 22              | 136             | 203                   |         | 226        | 207        | 14         |
| 2006 | 27.620   | 25.274.000 | 0,1      | 114       | 24              | 90              | 242                   |         | 205        | 253        | 20         |
| 2007 | 27.580   | 25.896.000 | 0,1      | 58        | 25              | 33              | 475                   | 1       | 92         | 252        | 23         |
| 2009 | 23.966   | 27.276.000 | 0,1      | 109       | 30              | 79              | 219                   |         | 124        | 299        | 30         |
| 2012 | 27.024   | 28.781.000 | 0,1      | 151       | 25              | 126             | 178                   | 1       | 166        | 320        | 25         |